# Заврх (Літія)
Заврх (словен. Zavrh) — поселення в общині Літія, Осреднєсловенський регіон, Словенія. Висота над рівнем моря: 730,6 м.